# Doug Van Wie
Doug Van Wie, né le 31 mai 1984 à Charlotte, est un nageur américain.
Il a obtenu en 2008 le titre mondial en bassin de 25 mètres du relais 4 × 100 m nage libre, battant le record du monde avec Ryan Lochte, Nathan Adrian et Bryan Lundquist.

## Palmarès

### Championnats du monde

#### Petit bassin
- Championnats du monde 2008 à Manchester ( Royaume-Uni) :
  -  Médaille d'or du relais 4 × 100 m nage libre.